# Kościół Przemienienia Pańskiego i św. Michała Archanioła w Paradyżu
Kościół Przemienienia Pańskiego i świętego Michała Archanioła – rzymskokatolicki kościół parafialny należący do parafii Przemienienia Pańskiego w Wielkiej Woli (dekanat żarnowski diecezji radomskiej).

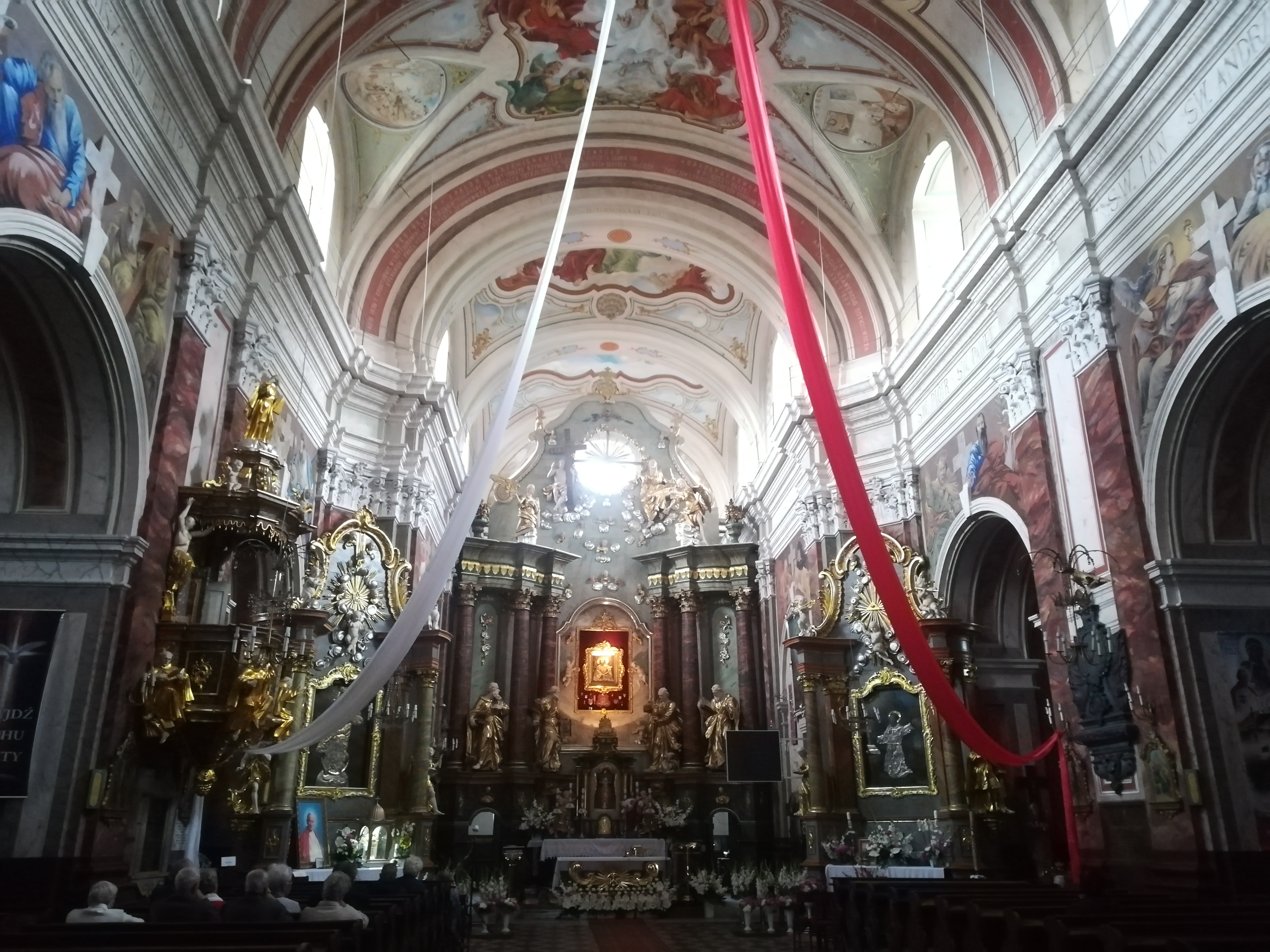
Wnętrze z ołtarzem głównym

Murowany kościół i klasztor zostały wybudowane w latach 1747–1757 dzięki staraniom prowincjała bernardynów ojca Augustyna Obrąpalskiego. W 1764 roku świątynia została konsekrowana przez biskupa Ignacego Kozierowskiego (bratanka dawnego właściciela) i otrzymała wezwanie Przemienienia Pańskiego i św. Michała Archanioła. W 1820 roku klasztor i kościół zostały częściowo zniszczone przez pożar. Po 1864 roku zespół klasztorny był tzw. klasztorem etatowym dla bernardynów wysiedlanych ze skasowanych klasztorów. Od 1893 roku był siedzibą księży diecezjalnych, którzy posiadali tytuł wikariuszy parafii Wójcin. W dniu 24 listopada 1919 roku biskup Marian Józef Ryx erygował przy kościele parafię. Wnętrze świątyni zostało odrestaurowane w 1929 roku. Ołtarz główny reprezentuje styl późnobarokowy. Został on odrestaurowany w latach 1995–1996. Całość ołtarza eksponuje centralną partię z cudownym obrazem Chrystusa Cierniem Koronowanego.
Obraz ten został namalowany w I połowie XVII wieku. Jest to dzieło wykonane farbą olejną na płótnie przyklejonym do deski. Sukienka została wykonana na początku XVIII wieku. Wizerunek był konserwowany przez Halinę Rudniewską w latach 1977–1978 dzięki staraniom księdza Izydora Papiera.
Świątynia jest budowlą późnobarokową, posiadającą trzy nawy, w typie bazyliki. Fasada jest ozdobiona dwiema wieżami o dwóch kondygnacjach zwieńczonych dachami hełmowymi. Kościół jest jedynym w diecezji radomskiej sanktuarium poświęconym Chrystusowi cierpiącemu.